# Міждугорне (Белебеївський район)
Міждуго́рне (рос. Междугорное, башк. Междугорный) — присілок у складі Белебеївського району Башкортостану, Росія. Входить до складу Донської сільської ради.
Населення — 1 особа (2010; 2 в 2002).
Національний склад:
- росіяни — 100 %